# New Marshfield
New Marshfield é um lugar designado pelo censo localizado no condado de Athens no estado estadounidense de Ohio. No Censo de 2010 tinha uma população de 326 habitantes e uma densidade populacional de 320,28 pessoas por km².

## Geografia
New Marshfield encontra-se localizado nas coordenadas 39° 19′ 28″ N, 82° 13′ 01″ O. Segundo o Departamento do Censo dos Estados Unidos, New Marshfield tem uma superfície total de 1.02 km², da qual 1.02 km² correspondem a terra firme e (0.25%) 0 km² é água.

## Demografia
Segundo o censo de 2010, tinha 326 pessoas residindo em New Marshfield. A densidade populacional era de 320,28 hab./km². Dos 326 habitantes, New Marshfield estava composto pelo 98.16% brancos, 0% eram afroamericanos, 0.61% eram amerindios, 0% eram asiáticos, 0% eram insulares do Pacífico, 0% eram de outras raças e o 1.23% pertenciam a duas ou mais raças. Do total da população 0.31% eram hispanos ou latinos de qualquer raça.